# Bird on the Wire
Bird on the Wire és una cançó composta pel cantautor canadenc Leonard Cohen. Va ser enregistrada el 26 de setembre de 1968 a Nashville i inclosa en l'àlbum Songs from a Room de 1969, tot i que la primera que va interpretar i enregistrar la peça fou Judy Collins el 1968 al seu àlbum Who Knows Where the Time Goes.
Durant la dècada de 1960, Cohen vivia a l'illa grega d'Hydra amb la seva companya Marianne (la dona representada en la contraportada del disc). Ella va ajudar moltíssim a fer sortir d'una depressió el cantant, li feia tocar la guitarra i va començar a compondre Bird on the wire inspirat per un ocell que estava en un pal de telèfon i la va acabar en un motel de Hollywood.
Cohen ha descrit Bird on the wire com una simple cançó country. Més tard en va fer petites variacions, com la que apareix a Cohen Live. Molts artistes han fet versions de la peça i en el recull The Essential Leonard Cohen se la va titular Bird on a Wire.

## Versions
Entre els artistes que han versionat aquesta cançó cal destacar:
- Joe Cocker en Joe Cocker! (1969) i en el disc en directe Mad Dogs & Englishmen (1970)
- Tim Hardin en el disc Bird on a Wire (1971)
- Pearls Before Swine en el disc Beautiful Lies You Could Live In (1971)
- Rita Coolidge en el disc The Lady's Not for Sale (1972)
- Jennifer Warnes en el disc d'homenatge Famous Blue Raincoat (1987)
- Tom Cochrane and Red Rider a The Symphony Sessions (1989)
- The Neville Brothers en el disc Brother's Keeper (1990), i també en la pel·lícula del mateix nom
- The Lilac Time en el disc d'homenatge I'm Your Fan (1991)
- The Bobs en el disc Cover the Songs of … (1994), en estil ska-punk
- Johnny Cash en el disc American Recordings (1994), i en directe amb orquestra el 2003
- Willie Nelson en el disc d'homenatge Tower of Song (1995)
- Stina Nordenstam en el disc People Are Strange (1998)
- k.d. lang en el disc Hymns of the 49th Parallel (2004)
- Perla Batalla en el disc Bird on the Wire: The Songs of Leonard Cohen (2005)

## Curiositats
El grup noruec Midnight Choir va triar el seu nom en funció de les primeres paraules de la peça: Like a bird on the wire/ like a drunk in a midnight choir/ I haver tried in my way to be free. També foren les paraules que Kris Kristofferson va decidir posar al seu epitafi.